# Caracara chimango
Milvago chimango
Pour les articles homonymes, voir Caracara.
Espèce
Statut de conservation UICN

 LC  : Préoccupation mineure
Statut CITES
Le Caracara chimango (Milvago chimango), également appelé chimango, est une espèce d'oiseaux rapaces de la famille des Falconidae.

## Description
Les femelles sont légèrement plus grandes que les mâles, pesant 300 grammes. le poids des mâles est à peine inférieur, 290 grammes. Sa longueur est de 37 à 43 cm. Son envergure  est de 80 cm à 99 cm.
Il se différencie de son "parent" le Chimachimá (caracara à tête jaune) en ce que son plumage est surtout châtain avec des franges plus claires. La partie inférieure des ailes montre certaines tonalités châtain avec des marques obscures.

## Répartition

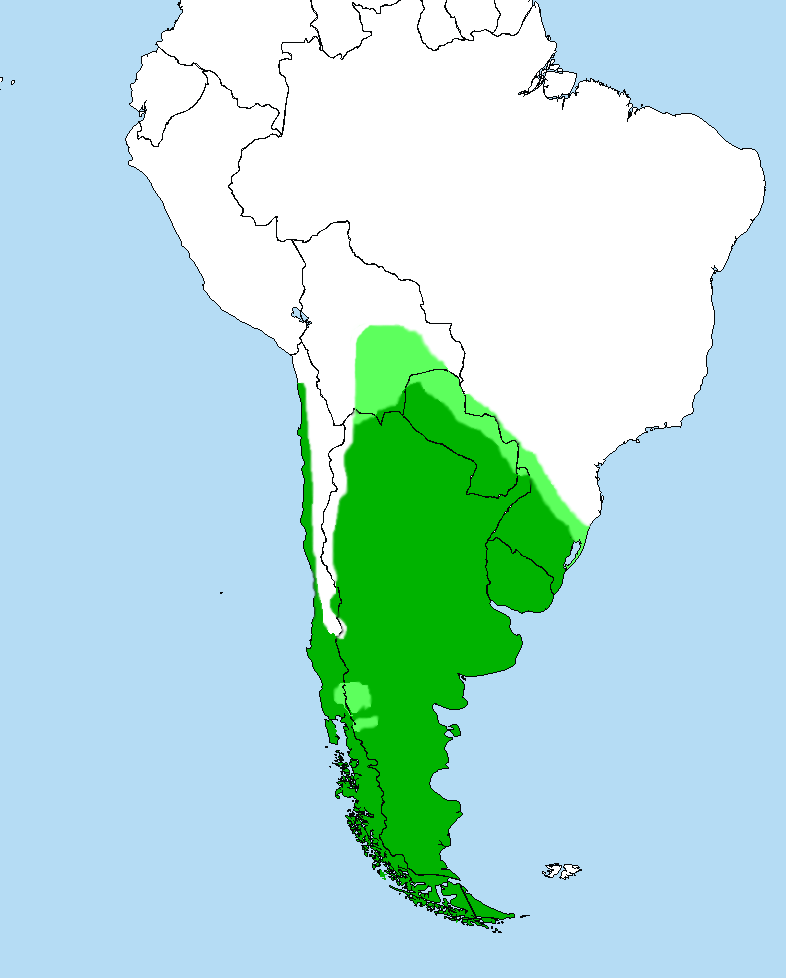
carte de répartition du caracara chimango

Cet oiseau est originaire de l'Amérique du Sud. Il se trouve en Argentine et en Uruguay, arrivant jusqu'en Bolivie, au Paraguay et à
l'extrême sud du Brésil durant les déplacements hivernaux. C'est un animal sédentaire ayant un grand pouvoir d'adaptation.

## Habitat
Il se trouve en tout type de terrain où la végétation n'est pas trop haute, depuis la côte jusqu'aux plaines, mais aussi dans les bois dépourvus de végétation secondaire. Il est présent au-dessous d'une altitude de plus ou moins 1 000 mètres.

## Nidification

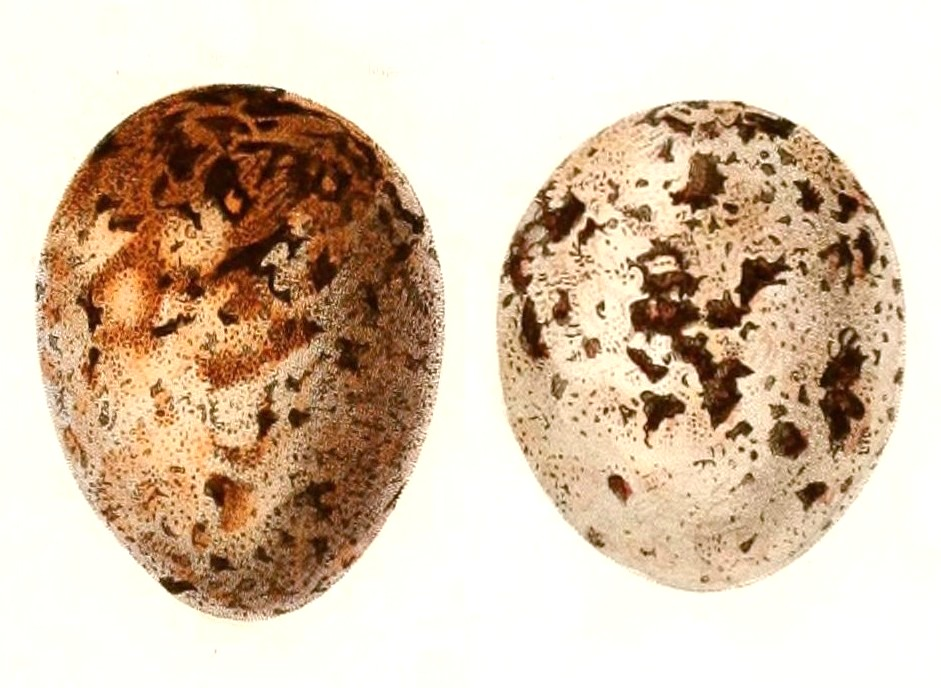
Œuf de Caracara chimango

Il nidifie isolément ou en colonies. Il commence à pondre en septembre, octobre étant le mois de plus grande production. Il montre une préférence pour construire le nid sur des végétaux procurant une certaine protection contre la pluie et les chaleurs intenses. La hauteur de cette végétation, son type et sa localisation n'ont apparemment pas d'importance. La nichée consiste en deux à trois œufs.
L'incubation dure 26 à 32 jours. Après cinq semaines, les poussins quittent le nid. Les deux sexes partagent les responsabilités du nid: construction, défense, incubation et alimentation des poussins.

## Alimentation
C'est un rapace éminemment charognard, bien qu'il attaque n'importe quel animal qu'il voit blessé ou en difficulté, y compris les moutons et même les chevaux. Opportuniste, il utilise la force du groupe pour attaquer n'importe quelle proie. Au Pantanal, il a aussi été observé en train de manger les parasites d'un Capybara à la manière d'un pique-bœuf.

## Sous-espèces
Cet oiseau est représenté par deux sous-espèces :
- Milvago chimango chimango (Vieillot, 1816) du Brésil, Paraguay, Uruguay, Bolivie, nord et centre de l'Argentine au plumage plus clair ;
- Milvago chimango temucoensis ,sud de l'Argentine, jusqu'au Cap Horn au plumage nettement plus foncé arborant des lignes et des taches plus prononcées.